# Симан (Охајо)
Симан (енгл. Seaman) град је у америчкој савезној држави Охајо.

## Демографија
По попису из 2010. године број становника је 944, што је 95 (-9,1%) становника мање него 2000. године.
| Група             | 2000.         | 2010.       |
| Белци             | 1.019 (98,1%) | 917 (97,1%) |
| Афроамериканци    | 0 (0,0%)      | 1 (0,1%)    |
| Азијати           | 1 (0,1%)      | 1 (0,1%)    |
| Хиспаноамериканци | 8 (0,8%)      | 12 (1,3%)   |
| Укупно            | 1.039         | 944         |